# Brotopia
Brotopia: Breaking Up the Boys' Club of Silicon Valley est un livre de non-fiction 2018 d'Emily Chang (journaliste) (en). C'est son premier livre et il a été publié le 6 février 2018 par Portfolio, une division de Penguin Random House. Le livre enquête et examine le Sexisme dans l'industrie technologique de la Silicon Valley. Il est devenu un best-seller national et a reçu une attention médiatique considérable et des critiques élogieuses.

## Contenu

### Contexte
Pour son livre, Chang a utilisé plus de deux cents entretiens qu'elle a menés dans l'industrie de la technologie. Certaines des interviews provenaient de son travail chez Bloomberg, mais la plupart étaient réalisées uniquement pour le livre.

### Descriptif
Emily Chang décrit les fêtes et orgies sexuelles organisées par les personnalités influentes de la Sillicon Valley, en mettant à jour le contexte misogyne et sexiste. Dans son introduction elle écrit « while men get laid, women get screwed (Pendant que les hommes s’envoient en l’air, les femmes se font avoir). ». Alors que les soirées tech habituelles ne comportent pas beaucoup de femmes en général, ces soirées festives comptent de nombreuses femmes, et réunissent des protagonistes masculins influents - entrepreneurs, cadres et innvestisseurs de la tech qui se rencontrent dans des espaces luxueux, comme des yachts ou des châteaux pour avoir des relations sexuelles multiples. Les femmes sont, elles, en principe sélectionnées pour leur jeunesse et leur beauté,. Les fêtes secrètes, sur invitation et connues par le bouche à oreille sont communément appelées les «E-parties». Les participants à ces fêtes les présentent comme une composante culturelle et un mode de vie relevant de l'ouverture d'esprit, des valeurs propagées à la suite du festival Burning Man.
Le livre met à jour le machisme dans les startup de la Sillicon Valley et son hostilité envers les femmes.

## Publication et promotion
Vanity Fair a publié un extrait du livre dans son numéro de janvier 2018 intitulé « Oh My God, This Is So F ---ed Up: Inside Silicon Valley's Secretive, Orgiastic Dark Side ». Bloomberg Businessweek a publié un extrait en février 2018 intitulé « Les femmes gouvernaient autrefois le monde informatique. Quand la Silicon Valley est-elle devenue Brotopia ? ».
Brotopia a été publié le 6 février 2018 par Portfolio, une division de Penguin Random House.
La sortie du livre a été commentée dans The New York Times, The New York Times Book Review, San Francisco Chronicle, Financial Times, TechCrunch  et The Verge.
Chang est apparu sur Morning Joe, Good Morning America, CBS This Morning, et Marketplace  pour discuter du livre.
Le club de lecture « Now Read This » du PBS Newshour - New York Times a sélectionné Brotopia comme lecture du club de lecture d'avril 2019. Chang est apparu sur le PBS Newshour le 30 avril 2019 et a répondu aux questions des téléspectateurs sur le livre.

## Réception
Kirkus Reviews a qualifié le livre « d'examen approfondi et important » de la Silicon Valley, écrivant: « L'examen minutieux de Chang ouvre une grande porte, permettant à de nouvelles idées sur une industrie entachée de circuler et de susciter des discussions. ».
Le livre a été sélectionné pour le Financial Times Business Book of the Year 2018 et le 2018-CEO-Read Business Books Awards, et a été nommé l'un des meilleurs livres de l'année d'Amazon jusqu'à présent, ' meilleurs livres techniques de Tech Crunch de 2018, et Meilleurs livres du Financial Times de 2018.